# Langya henipavirus
Virus Langya (LayV), también conocido como Langya virus, es una especie de Henipavirus detectada por primera vez en las provincias chinas de Shandong y Henan. Se han detectado en 35 pacientes desde diciembre de 2018 hasta agosto de 2022. De los 35 casos con LayV solo 26 han presentaron síntomas como fiebre, fatiga y tos. No se han reportado muertes debido a LayV hasta el momento. El henipavirus de Langya afecta tanto a los humanos como a otras especies animales, incluidas las musarañas, su supuesto huésped original. Los 35 casos no estuvieron en contacto entre sí, y aún no se sabe si el virus es capaz de transmitirse de persona a persona.

## Síntomas
De las 35 personas infectadas con el virus, se identificó que 26 no mostraban signos de otra infección. Todos experimentaron fiebre, siendo la fatiga el segundo síntoma más común. También se informaron como síntomas de infección tos, dolores musculares, náuseas, dolores de cabeza y vómitos.
Más de la mitad de los infectados tenían leucopenia, y más de un tercio tenía trombocitopenia, y se informó que un número menor tenían alteración a nivel de la  función hepática o renal.

## Reacciones
Los Centros para el Control de Enfermedades de Taiwán pidieron el establecimiento de un método de prueba de ácido nucleico para monitorear la propagación del virus.